# SP Marais
Sarel Petrus Marais (Ciudad del Cabo, 16 de marzo de 1989) es un jugador sudafricano de rugby que se desempeña como fullback.

## Carrera
Debutó en primera con los Boland Cavaliers en la 2009 Vodacom.

### Kings
Sea entonces anunció que  mueva a los  Reyes de Provincia Orientales para el 2011 Currie Taza Primera estación de División.  Quede con ellos para tres estaciones, haciendo 36 aspectos para ellos en el Currie Taza y Vodacom competiciones de Taza en 2011 y 2012.  Logre la parte superior diez en los gráficos de puntuar para el 2011 Currie Taza Primera División, puntuando diez prueba y dos conversiones durante la estación. Firmemente se establezca como la primera elección llena-posterior, empezando quince de sus dieciséis partidos en el 2012 Currie Taza Primera estación de División y también empezó su partido en la Primera final de División, el cual los King ganaron 26@–25 para ganar su segundo Primer título de División en tres estaciones.
En 2013, sea también nombrado en  los King equipo para el 2013 Super estación de Rugbi . Haga su Super debut de Rugbi para los Reyes en su primer nunca Super partido de Rugbi, un 22@–10 victoria sobre lado australiano la Fuerza  en Elizabeth Portuaria. Después de empezar los primeros tres partidos de la estación,  pierda el próximo siete debido a un daño de rodilla.  Regrese para hacer un más lejano cinco aspectos, así como jugando en ambas piernas de los King' Super promoción de Rugbi/relegation juego-offs contra los  Leones, el cual vio los King pierden su Super estado de Rugbi.

### Sharks
Una el éxodo de los jugadores que dejan los Reyes después de su derrota a los  Leones, uniendo Durban-lado basado los  Tiburones para el 2013 Currie estación de División de Premier de Taza.  Haga su debut en su segundo partido de la estación contra los  Leones Dorados e inmediatamente se estableció como su primer-la elección llena-posterior, empezando todos los juegos restantes de la estación, puntuando cuatro prueba.  Sea también en el empezando quince para el Currie final de Taza, el cual los Tiburones ganaron 33@–19 contra  Provincia Occidental.

### Bulls
Poco después del 2016 Super estación de Rugbi chutó fuera, Marais unió la Pretoria-basó  Toros en una prueba de dos meses base.  Haga su debut de Toros por reemplazar Burger Odendaal durante su 23@–18 gana contra el  Cheetahs en Redondo Seis.  Esté nombrado en su línea de empezar-arriba para su partido próximo, contra Marais' lado anterior los  Reyes en Elizabeth Portuaria.

## Stormers
En el inicio de 2017, Marais movió a Ciudad de Cabo, donde  una el  Stormers Super equipo de Rugbi y la Provincia  Occidental Currie equipo de Taza.